# José Meléndez
Pour les articles homonymes, voir Meléndez.
José Daniel Meléndez Mayorg (né le 19 mai 1993 à Zaraza) est un athlète vénézuélien, spécialiste du 400 mètres.

## Biographie
En 2012, son meilleur temps est de 46 s 45, réalisé lors des Championnats du monde junior à Barcelone le 10 juillet. En mai 2013, il améliore son record personnel avec un temps de 46 s 08. Il remporte deux médailles d'or lors des Championnats d'Amérique du Sud d'athlétisme 2013 à Carthagène des Indes. Il bat son record personnel en séries des Championnats du monde à Moscou le 11 août 2013. Il remporte le titre en 46 s 05 lors des Championnats d'Amérique du Sud espoirs 2014.

## Palmarès
| Date | Compétition                    | Lieu                 | Résultat | Épreuve   | Temps         |
| ---- | ------------------------------ | -------------------- | -------- | --------- | ------------- |
| 2012 | Championnats ibéro-américains  | Barquisimeto         | 2e       | 4 × 400 m | 3 min 01 s 70 |
| 2013 | Championnats d'Amérique du Sud | Carthagène des Indes | 1er      | 400 m     | 46 s 31       |
| 2013 | Championnats d'Amérique du Sud | Carthagène des Indes | 1er      | 4 × 400 m | 3 min 03 s 64 |
| 2014 | Jeux sud-américains            | Santiago             | 2e       | 4 × 400 m | 3 min 04 s 17 |
| 2014 | Relais mondiaux de l'IAAF      | Nassau               | 6e       | 4 × 400 m | 3 min 01 s 44 |
| 2015 | Jeux mondiaux militaires       | Mungyeong            | 2e       | 4 x 400 m | 3 min 04 s 10 |

## Records
| Épreuve    | Temps   | Lieu         | Date         |
| ---------- | ------- | ------------ | ------------ |
| 200 mètres | 20 s 94 | Barquisimeto | 25 août 2012 |
| 400 mètres | 45 s 82 | Moscou       | 11 août 2013 |